# Pedro de Alvarado
Pedro de Alvarado (ur. ok. 1486 w Badajoz, zm. 4 lipca 1541 w Avalos w Meksyku) – konkwistador hiszpański. Uczestnik podboju Kuby (1511). Oficer Hernána Cortésa podczas podboju Meksyku (1519–1521). W latach 1523–1524 już jako dowódca opanował Gwatemalę i Salwador. W 1534 zorganizował wyprawę do Peru. Zginął podczas tłumienia indiańskiego powstania w pn.-zach. Meksyku. Przez Indian zwany „Słoneczkiem”.

## Upamiętnienie
Na jego cześć nazwany został rodzaj roślin – Alvaradoa (Picramniaceae). 